# Limnichus fulvopubens
Limnichus fulvopubens is een keversoort uit de familie dwergpilkevers (Limnichidae). De wetenschappelijke naam van de soort werd in 1922 gepubliceerd door Maurice Pic.